# Pernica
Pernica (nekdaj Sv. Marjeta ob Pesnici) je naselje v Občini Pesnica.
Dolgoletni župan nekdanje občine Sv. Marjeta-Vosek je bil Ivan Čep.
Sedanji župan je  Gregor Žmak. 
V letih 1855-1895 je na posestvu Vukovski dvor (Willkommhof) v Vukovju, ki je del današnje Krajevne skupnosti Pernica živel in ustvarjal akademski slikar Ferdinand Malič (1820-1900).
V Pernici se je rodil Dragotin Šauperl (1840-1869), prvi prevajalec Shakespearovega Hamleta (1865) na Slovenskem.